# União das Freguesias de Montemor-o-Velho e Gatões
União das Freguesias de Montemor-o-Velho e Gatões, kurz Montemor-o-Velho e Gatões, ist eine Gemeinde (Freguesia) im Landkreis (Concelho) der portugiesischen Kleinstadt Montemor-o-Velho. Die Gemeinde umfasst eine Fläche von 31,06 km² und hat 3670 Einwohner (Stand nach Zahlen von 2011).
Sie entstand im Zuge der kommunalen Neuordnung Portugals nach den Kommunalwahlen am 29. September 2013, als Zusammenschluss der bisherigen Gemeinden Montemor-o-Velho und Gatões.